# La Massana
La Massana (katalánská výslovnost: [ɫə məˈsanə]IPA) je jednou ze sedmi farností Andorrského knížectví. Nachází se na severozápadě země. Centrem regionu je stejnojmenné město – La Massana. Dalšími sídly jsou Pal, Arinsal, Anyós, Erts, Sispony, L'aldosa a Escàs. Jméno farnosti má původ v latinském mattianam, označujicím odrůdu jablek.
Území farnosti je velmi hornaté a zahrnuje i nejvyšší horu celého knížectví, Coma Pedrosa (2 942 m), na jejíž západní straně již leží Španělsko.
Rozloha farnosti činí 61 km². Sousedí s farnostmi Ordino, Encamp, Escaldes-Engordany a Andorra la Vella. Spolu s farností Encamp je zároveň jedinou, která sdílí hranice jak se Španělskem, tak s Francií.